# Saint-Jean-de-Rives
Saint-Jean-de-Rives – miejscowość i gmina we Francji, w regionie Oksytania, w departamencie Tarn.
Według danych na rok 1990 gminę zamieszkiwało 220 osób, a gęstość zaludnienia wynosiła 37 osób/km² (wśród 3020 gmin regionu Midi-Pireneje Saint-Jean-de-Rives plasuje się na 843. miejscu pod względem liczby ludności, natomiast pod względem powierzchni na miejscu 1412.).